# Heliconia regalis
Heliconia regalis är en enhjärtbladig växtart som beskrevs av Bengt Lennart Andersson. Heliconia regalis ingår i släktet Heliconia och familjen Heliconiaceae. Inga underarter finns listade.